# ペット (映画)
『ペット』（原題 : The Secret Life of  Pets）は、2016年公開のアメリカ合衆国の3Dコンピューターアニメーション・コメディ映画。製作はイルミネーション・エンターテインメント。監督はクリス・ルノーとヤーロー・チーニー。 マンハッタンとブルックリンを舞台に、飼い主がいない間のペットの暮らしぶりを描く作品である。
2016年6月16日開催のアヌシー国際アニメーション映画祭にてプレミア上映が行われた後、アメリカで2016年7月8日から上映された。

## ストーリー
小型犬のマックスは、飼い主のケイティと共にマンハッタンのアパートで暮らしていた。彼は子犬の頃にケイティに拾われ、お互い幸せな日々を送ってきたが、マックスはケイティが日中ずっと家にいないことだけを残念に思っており、ケイティの帰りを待つ間は毎日のように近所に住む他のペット達とつるんでいた。
ある日、ケイティが保健所から大型犬のデュークを引き取り、家に連れて帰ってくる。デュークはマックスに横柄な態度で接するが、結局マックスに言いくるめられる。それが気に入らないデュークは、翌日ペットシッターによって近所のペット達と共にドッグランへ連れて行ってもらった際、マックスをドッグランの外に連れ出し、彼をゴミ箱に放り込んで自分だけ家に帰ろうとする。しかし、それが原因で野良猫のボス・オゾンに目を付けられ、オゾンによって首輪を切られてしまう。首輪がない二匹はすぐさま動物管理局の職員に捕らえられ、バンに載せられる。
バンの運転手は更にもう1匹のウサギを見付けて捕らえようとするが、その正体は「元ペット団」の長・スノーボールであった。スノーボールは手下（ブタ、ワニ、トカゲ）と共にバンを乗っ取り、そこに載せられていた仲間の猛犬を解放する。マックスとデュークも解放を懇願すると、スノーボールは「お前らはまだペットだから」と拒絶するが、デュークは「実は飼い主をミキサーで砕いて殺した」と嘘をつく。それに感銘したスノーボールは下水道にある自らのアジトへ連れて行くが、そこへ来たオゾンの仲間にまだペットであることをバラされ、追われる身となる。更に、逃げる途中でスノーボール達の最大の指導者である大蛇を誤って殺してしまい、一層スノーボール達の怒りに火を点けてしまう。
二匹は下水道を伝ってイースト川へ脱出し、彼らを振り切ることに成功するが、辛うじて飛び乗った水上バスで辿り着いたのは、マンハッタンではなくブルックリンだった。その頃、マックスの友達も彼がいないことに気付く。ポメラニアンのギジェットは彼らを誘ってマックスを探しに行こうとするが、皆外に出るのを躊躇う。納得のいかないギジェットはアパートの屋上で飼われている凶暴なタカのタイベリアスを脅迫してオゾンを連れてきてもらい、マックスとデュークの手がかりを得る。ギジェット達はケイティが帰る前にマックスを探し出すべく、オゾンの証言を元に元ペット団のアジトへ赴く。そこではスノーボールがあの2匹の仲間だとして攻撃を仕掛けてくるが、辛うじて振り切る。怒りが収まらないスノーボール達は、ブルックリンへ向かう。
一方、マックスとデュークはブルックリンでソーセージ工場を見つけ、意気投合していた。実はデュークの旧家もこの近所にあったが、ある晩、蝶を追って外へ出たところ、家が分からなくなり、そのまま保健所へ連れて行かれてしまったのだ。記憶を頼りに旧家を訪ねると、そこにいた猫に「元の飼い主は亡くなった」と告げられる。2匹は現在の家主に通報され、動物管理局に捕らえられるが、逃れたマックスは動物管理局のバンを追いかける。その途中でスノーボールらと遭遇し、復讐を受けそうになるが、スノーボールの手下も捕らえられてしまい、スノーボールは止む無くマックスと手を組むことにする。
スノーボールとマックスはハイジャックした路線バスでブルックリン橋へ赴き、動物管理局のバンに追突する。ところがバンと路線バスは横転し、バンはデュークやスノーボールの手下を車内に残したまま橋桁工事の足場に突っ込んでしまう。マックスは気絶したスノーボールを口にくわえて車外へ連れ出すが、それを追跡してきた元ペット団に見られ、スノーボールを食べようとしていたと誤解される。その場に集結した元ペット団に攻撃されそうになるが、ちょうどそこへやってきたギジェット達により、元ペット団を追い払うことに成功する。
しかし崩れかけた足場の上でバンはいよいよイースト川へ墜落しそうになる。マックスはデュークを救出しようと試みるが、バンごと川へ墜落し、水中で檻の鍵を紛失してしまう。二匹の危機を目前にしたスノーボールは川へ飛び込んで鍵を取り戻し、デュークは無事救出される。
マックスとデュークは無事ケイティの帰宅前に家に戻り、彼女も仲良くなった二匹を見て喜ぶ。一方のスノーボールは帰ろうとしたところを少女に捕まえられ、家に連れて行かれるが、あっさりとそれを受け入れてしまう。マンハッタンの街には、普段通り飼い主との時間を楽しむペットで溢れていた。

## キャラクター・声優
カッコ内は原語版／日本語吹替の順で掲載。
- マックス（ルイ・C・K／設楽統〈バナナマン〉）[7]

小型犬。
- デューク（エリック・ストーンストリート / 日村勇紀〈バナナマン〉）

保健所からケイティに引き取られた保護犬。飼い主のケイティを溺愛している。
- スノーボール（ケヴィン・ハート / 中尾隆聖）

うさぎで元ペット団の長。マックスとデュークと戦う。
- オゾン（スティーヴ・クーガン / 山寺宏一）

野良猫のリーダー。デュークとマックスを追いかける。
- ケイティ（エリー・ケンパー / 佐藤栞里）[3][8]

マックスの飼い主。
- メル（ボビー・モイニハン / かぬか光明）

パグ。
- クロエ（レイク・ベル / 永作博美）[8]

太った猫。マックスの友達。
- ポップス（ダナ・カーヴィ / 銀河万丈）

老犬。
- バディ（ハンニバル・バーエス（英語版） / 青山穣）

ダックスフンド。
- ギジェット（ジェニー・スレイト / 沢城みゆき）

ポメラニアン。
- タイベリアス（アルバート・ブルックス / 宮野真守）

鷹。
- スイートピー（タラ・ストロング）

セキセイインコ。
- ノーマン（クリス・ルノー / 梶裕貴）

モルモット。
- フェルナンド（ハイメ・カミル / 落合弘治）

俳優。
- マリア（サンドラ・エチェベリア / 雨蘭咲木子）

女優。
- レジナルド（スティーブ・クーガン / 多田野曜平）

デュークが住んでいた家にいる猫。
- タトゥー（マイケル・ビーティ / 遠藤純一）

豚。
- クロエの飼い主（神代知衣）
- 捕獲員1（佐藤せつじ）
- 捕獲員2（吉田ウーロン太）
- ギレルモ（中島ヨシキ）

犬の散歩を代わりにする人。
- ギジェットの飼い主（田中杏沙）
- カップル男（竹森千人）
- ダルメシアンの飼い主（辻本耕志）
- 散歩係の女（松井暁波）
- コリー犬（須田祐介）
- リッパー（橋本雅史）
- フランスのメス犬（杉山滋美）
- 運転手（影平隆一）
- デレク（山田浩貴）
- ソーセージ界のドン（宮野真守）
- コーラス（原田真純、ayano、川島和子、風雅なおと、安西康高、谷藤秀樹）

## 製作
2014年1月、イルミネーション・エンターテインメントとユニバーサル・ピクチャーズにより、クリス・ルノー監督、ブライアン・リンチ、シンコ・ポール、ケン・ドーリオ脚本の映画の製作が発表され、同時にルイ・C・K、エリック・ストーンストリート、ケヴィン・ハートが声優として参加することも発表された。同年7月、アルバート・ブルックス、ハンニバル・バーエス、ボビー・モイニハン、レイク・ベル、エリー・ケンパーがそこへ加えられた。

## 公開
元々は2016年2月12日の公開が予定されていたが、同年7月8日に延期された。2016年6月16日のアヌシー国際アニメーション映画祭にてプレミア公開が行われた。公開方式は2D、3D、DMR式IMAX-3Dの3種。同時公開は『ミニオンズ：アルバイト大作戦（Mower Minions）』。
日本では2016年8月11日（山の日）に、2D版・3D版（字幕／吹替）が公開された。また、日本での公開初日には、続編が2018年に公開予定であることが発表された。

## 興行成績
2016年8月9日までの本作の収入は制作費の7500万ドルに対して総計5億0690万ドルとなっており、そのうち北米地域では3億2340万ドル、他地域では1億8340万ドルの収入を上げている。

### 北米
アメリカ合衆国とカナダでの初日上映スクリーン数は4370に上り、PG指定映画としては『シュレック フォーエバー』の記録を破る最高記録、また全映画としても『ダークナイト ライジング』を越え歴代7位となった。一方、初週末興行収入は7000万ドルと予想され、1億ドルとするメディアもあった。
公開前の木曜日（7月7日）に行われる事前上映では530万ドルの収入を上げ、同様の公開方式では、同スタジオ作品としては『ミニオンズ』の630万ドルに続き2位、アニメーション映画全体としては『ファインディング・ドリー（920万ドル）』『ミニオンズ』に続き3位となった。翌日の上映初日（7月8日）には3830万ドルの収入を上げ. 、更に翌日の土日（7月9日・10日）には、当初の予想を超える1億0440万ドルを記録し、週末興行ランキングで1位に付けた 。この初週末興収は、アニメーション映画としては歴代6位、7月公開の映画としては歴代6位、ユニバーサル・スタジオの映画としては歴代4位であり、原作映画（他に原作や前作を持たない映画）としては『インサイド・ヘッド』の9010万ドルを上回り歴代最高となった。
2週目の週末（7月16日・17日）は同週初公開に『ゴーストバスターズ』がありながら1位を維持したが、興収は5080万ドルと前週比マイナス51.5%となった。3週目（7月23日・24日）は『スター・トレック BEYOND』に抜かれ2位となったが、依然として同週初公開の『Lights Out（ホラー映画）』『アイス・エイジ5/止めろ! 惑星大衝突』を上回る2930万ドルの興収を上げた。公開26日目の8月3日には累計興収が3億ドルとなり、全世界でも4億ドルを突破し、2016年の映画としては第7位となった。 この時点の累計興収は、ユニバーサル・スタジオの映画としては7位、全世界のアニメーション映画としては12位となっている。

### 日本
日本では、2016年8月11日の木曜日（山の日）より、全国363スクリーンにて上映が開始された。8月11日から14日（日曜日）までの成績は、観客動員数78万9500人、興行収入9億8282万円となった。また、土日だけでもそれぞれ37万人、4億6746万円を上げ、2週間前から公開され、公開初週よりV2を維持してきた『シン・ゴジラ』を抜き、初登場にして週末興行ランキングで1位を獲得した。また、同スタジオ作品が日本国内の週末興行ランキングにおいて1位を獲得したのは本作で初となった。翌週（20日・21日）の週末興行ランキングでも1位となり、8月11日から8月21日までの成績は動員188万3759人、興収23億1262万0700円を記録した。これは2015年に国内最終興収52億円をあげた『ミニオンズ』を上回るペースとなっている。
3週目（27日・28日）には『君の名は。』の公開により順位を2位に落とし、2日間の動員は23万3912人、興収2億9915万0700円となった。4週目（9月3日・4日）は更に『シン・ゴジラ』に逆転され3位となったが、依然として動員15万4854人、興収1億9920万1000円という成績を見せ、公開25日間で動員300万人、興収35億円を突破した。その後、公開39日目には興収40億円を突破している。

## 評価
ロッテントマトでは162コメントの内74%が肯定的評価となり、10点中6.2点を獲得した。同サイトの総評では「ペースが速く、面白い。才能ある声優陣は賞賛に値する。本作は活発で自然発生的な家族・友人のあり方の多様性を描いている」とされた 。メタクリティックでは、39コメントより100点満点中61点と評価され、「概ね好意的な評価」となった。シネマスコアに寄せられた口コミでは、A+からFまでの8段階評価の内、3段目のA-評価を与えられた。
ピーター・トラバースはアメリカの大衆文化誌、『ローリング・ストーン』にて、この映画を(4つ中)3つ星と評価し、「『トイ・ストーリー』さながらに動物たちが何でもやってのけるその有様は観客を奮い立たせ、"愛らしい"満足感で劇場を後にすることができる」とした。NPRライターのスコット・トビアスは、本作を「ペットで演じる『トイ・ストーリー』」と評し、各登場人物の性格があまり際立っておらず、ストーリーもこじつけの感動ものであることを強調した。フィラデルフィア・インクワイアラー紙のスティーブン・リーは、この映画をこの映画を(4つ中)3つ星とし、「大ヒット作『ズートピア』は、文化も地位も種も違う動物同士であっても、互いを認めて暮らせばうまく共生できるという事を示してきたが、本作も『ズートピア』とほとんど同じような手法で、団結力と友情、そして人々を分かつ心の溝を埋めるということに関しての『教条』となった。ふわふわの動物達だって、複雑な心を持ってるし、空だって飛ぶ。」と評した。
一方で、『トイ・ストーリー』との類似に関して酷評する意見も見受けられた。Web雑誌『ジ・エスケイピスト』のマシュー・パーキンソンは、2者のストーリーを比べた上で「『ペット』はまるで幼児番組をそのまま長くしただけのようなボッタクリ作品」とした。情報ブログ『スラッシュフィルム』のイーサン・アンダートンは登場人物の構成について批判し、マックスとデュークの関係を「ウッディとバズ・ライトイヤーそのものであり、それ以上でも以下でもない」と強調した。

### 受賞
| 年   | 映画賞                 | 賞                     | 結果   |
| ---- | ---------------------- | ---------------------- | ------ |
| 2017 | 第28回全米製作者組合賞 | アニメーション映画部門 | 未決定 |
| 2017 | 第11回声優アワード     | キッズ・ファミリー賞   |        |